# The Radios
The Radios was een Belgische popgroep rond Bart Peeters die eind jaren tachtig ontstond.

## Geschiedenis
In de jaren '80 presenteerde Bart Peeters al diverse programma's op de Nederlandse televisie. In 1986 moest hij in een personality show "Tears in the Morning" van The Beach Boys zingen.  Hij werd daarbij bijgestaan door Jan Leyers en Paul Michiels.  Door het succes van dat optreden werd tijdens de zomer van 1988 een tournee door Nederland gepland onder de naam Bart Peeters & De Radio's, wat in de praktijk eigenlijk "Bart Peeters en Soulsister" was. Zij scoorden een grote hit met I'm Into Folk (1988), wat later hun eerste single zou worden.
In 1988 scoorde Soulsister een wereldhit met The Way to Your Heart en ging de groep zijn eigen weg, waardoor Bart Peeters zonder radio's kwam te zitten. In datzelfde jaar vielen de broers Ronny en Robert Mosuse op door hun deelname aan Humo's Rock Rally met The B-tunes.
De daaropvolgende samenwerking tussen Bart Peeters en de broers Mosuse zorgde voor een unieke sound met nummers als Lucky Day (1989) en Swimming in the Pool (1990). Wanneer in 1990 ook nog Dany Lademacher, ex-gitarist van Herman Brood, toetsenist Alain Van Zeveren en drummer Marc Bonne aan boord kwamen was de nieuwe bezetting compleet en ging de groep voortaan door het leven als The Radios.
Met hits als Gimme Love (1990),  Walking the Thin Line (1992) en Teardrops (1994) kende The Radios begin jaren '90 internationaal succes. De groep scoorde echter zijn grootste hit met She Goes Nana (1992). Het nummer was een gigantische hit in een groot deel van Europa en Azië.  In Vlaanderen werd het een nummer 1-hit en ook in Nederland was het een groot succes. Het nummer stond tot 2005 ieder jaar genoteerd in de Nederlandse Top 2000.
In 1992 stond de groep op springen door interne conflicten, maar door het succes van She Goes Nana werden de plooien weer gladgestreken en volgden er diverse buitenlandse concerttournees, onder andere in Nederland, Duitsland en Hongarije.
In 1993 begonnen de tournees stilaan door te wegen en in datzelfde jaar besliste Ronny Mosuse om de groep te verlaten en zich te concentreren op zijn solocarrière.
In 1994 werd hij vervangen door twee zangeressen (Maureen Alberg en Loraine Kammeron), maar The Radios konden in die nieuwe formatie hun succes van weleer niet meer evenaren. In oktober 1994 trad de groep voor de laatste keer op.

## Samenstelling
- Bart Peeters - zang, gitaar
- Ronny Mosuse - zang, bas
- Robert Mosuse - zang, percussie
- Dany Lademacher - gitaar, zang
- Alain Van Zeveren - keyboard, accordeon
- Marc Bonne - drums
- Loraine Kammeron - zang
- Maureen Alberg - zang

Gastmuzikanten
- Walter Mets - drums
- Hans van Belleghem - Cornemuse (Franse doedelzak)

## Discografie

### No Television (1990)
1. Gimme Love
2. The One
3. Stars of Heaven
4. She Talks to the Rain
5. Tears in the Morning
6. Lucky Day
7. Radio
8. Swimming in the Pool
9. I'm into Folk
10. Lay Down
11. 26 Guitars of Love
12. Blue Roses

### The Sound of Music (1992)
1. Think of You
2. Because She Said So
3. She Goes Nana
4. Dreaming Wild
5. Walking the Thin Line
6. Oh No!
7. Sleeples Nights
8. She's My Lover (She's My Friend)
9. Devil in My Cheekbone
10. S.O.S. to an Angel
11. Bang Bang
12. In the Nighttime

### Live (1993)
1. Pop Stands Up
2. Lucky Day
3. Oh No!
4. Walking the Thin Line
5. Devil in My Cheekbone
6. Sleepless Nights
7. Gimme Love
8. Swimming in the Pool (incl. On My Radio)
9. Back to Boystown
10. She's My Lover (She's My Friend)
11. Dreaming Wild
12. Does Your Mother Know
13. She Goes Nana
14. I Wish
15. I'm into Folk
16. Non, Non, Rien N'a Changé
17. S.O.S. to an Angel (The Forbidden Word Version) (bonusnummer op speciale uitgave)

### Baby Yes! (1994)
1. I Wanna Hold Your Hand
2. If the Sun
3. Move It Right Now
4. Mystery Mountains
5. Baby Yes!
6. Teardrops
7. Sad World
8. Miracle Man
9. The Fiddler
10. Cinderella Sometimes
11. Wild Planet
12. Sweet Kisses

### The Best of (1997)
1. She Goes Nana
2. Gimme Love
3. I'm into Folk
4. Swimming in the Pool
5. Lucky Day (live)
6. Non, Non, Rien N'a Changé (live)
7. Tears in the Morning
8. Dreaming Wild
9. SOS to an Angel
10. Walking the Thin Line
11. Oh No (live)
12. Teardrops
13. Cinderella Sometimes
14. Move It Right Now
15. Because She Said So
16. Devil in My Cheekbone
17. If the Sun
18. She's My Lover (She's My Friend) (live)

## Hitnoteringen

### Vlaamse Ultratop 50
| Single met hitnotering(en) in de Vlaamse Ultratop 50 | Datum van verschijnen | Datum van binnenkomst | Hoogste positie | Aantal weken | Opmerkingen               |
| ---------------------------------------------------- | --------------------- | --------------------- | --------------- | ------------ | ------------------------- |
| I'm Into Folk                                        | 1989                  | 18-02-1989            | 29              | 5            | Bart Peeters & De Radio's |
| Swimming in the Pool                                 | 1990                  | 26-05-1990            | 31              | 8            | Bart Peeters & De Radio's |
| Gimme Love                                           | 1990                  | 03-11-1990            | 6               | 14           |                           |
| Tears in the Morning                                 | 1991                  | 02-03-1991            | 15              | 7            |                           |
| She Talks to the Rain                                | 1991                  | 29-06-1991            | 44              | 2            |                           |
| Dreaming Wild                                        | 1991                  | 07-12-1991            | 24              | 8            |                           |
| She Goes Nana                                        | 1992                  | 25-01-1992            | 1               | 18           |                           |
| Walking the Thin Line                                | 1992                  | 30-05-1992            | 8               | 10           |                           |
| Oh No!                                               | 1992                  | 22-08-1992            | 10              | 8            |                           |
| S.O.S. to an Angel                                   | 1992                  | 14-11-1992            | 26              | 5            |                           |
| She's My Lover, She's My Friend                      | 1993                  | 23-01-1993            | 23              | 8            |                           |
| Non, non, rien n'a changé                            | 1993                  | 29-05-1993            | 8               | 11           |                           |
| Teardrops                                            | 1994                  | 22-01-1994            | 8               | 12           |                           |
| Move It Right Now                                    | 1994                  | 09-04-1994            | 21              | 8            |                           |
| I Say a Little Prayer                                | 1994                  | 17-09-1994            | 19              | 6            |                           |

### NPO Radio 2 Top 2000
| Nummer met noteringen in de NPO Radio 2 Top 2000 | '99  | '00  | '01  | '02  | '03  | '04  | '05  |
| ------------------------------------------------ | ---- | ---- | ---- | ---- | ---- | ---- | ---- |
| She Goes Nana                                    | 1069 | 1290 | 1329 | 1435 | 1452 | 1850 | 1916 |

1. ↑  Een vetgedrukt getal geeft de hoogste notering aan.
2. ↑  Deze tabel is bijgewerkt tot en met de meest recente editie (2024).